# Drôles de pères
Cet article concerne le film d'Ivan Reitman. Pour le film de Joy Fleury, voir La Fête des pères.
Pour les articles homonymes, voir Drôle de père et La Fête des pères.
Pour plus de détails, voir Fiche technique et Distribution.
Drôles de pères ou La Fête des pères au Québec (Fathers' Day) est une comédie américaine réalisée par Ivan Reitman, sortie en 1997. Il s'agit d'un remake du film français Les Compères de Francis Veber sorti en 1983.

## Synopsis
Devant la fugue de son fils Scott, Collette ne trouve d'autre moyen que de reprendre contact avec deux vieux copains Dale et Jack, dont l'un d'eux pourrait bien être le père du jeune fugueur.

## Fiche technique
Sauf indication contraire, les informations mentionnées dans cette section peuvent être confirmées par la base de données cinématographiques IMDb,  présente dans la section « Liens externes ».
- Titre original : Fathers' Day
- Titre français : Drôles de pères
- Titre québécois : La Fête des pères
- Réalisation : Ivan Reitman
- Scénario : Lowell Ganz et Babaloo Mandel, d'après le scénario du film Les Compères de Francis Veber
- Direction artistique : Thomas E. Sanders
- Décors : Lauri Gaffin
- Costumes : Rita Ryack
- Photographie : Stephen H. Burum
- Montage : Wendy Greene Bricmont et Sheldon Kahn
- Musique : James Newton Howard
- Production : Ivan Reitman et Joel Silver

Coproducteurs : Karyn Fields et Gordon A. Webb
Producteurs délégués : Daniel Goldberg, Joe Medjuck et Francis Veber
Producteur associé : Sheldon Kahn
- Sociétés de production : Northern Lights Entertainment, Silver Pictures et Warner Bros.
- Société de distribution : Warner Bros. (États-Unis)
- Durée : 98 minutes
- Pays de production :  États-Unis
- Langue originale : anglais
- Format : Couleur (Technicolor) - 2.35:1 / son : DTS - Dolby Digital - SDDS
- Dates de sortie[1] : 
  - Canada, États-Unis : 9 mai 1997
  - France : 26 novembre 1997
- Classification[2] :
  - États-Unis : PG-13

## Distribution
- Billy Crystal (VF : Roland Timsit ; VQ : Alain Zouvi) : Jack Lawrence
- Robin Williams (VF : Michel Papineschi ; VQ : Vincent Davy) : Dale Putley
- Julia Louis-Dreyfus (VF : Catherine Hamilty ; VQ : Johanne Garneau) : Carrie Lawrence
- Nastassja Kinski (VF : Brigitte Berges ; VQ : Nathalie Coupal) : Collette Andrews
- Bruce Greenwood (VF : Bernard Lanneau ; VQ : Mario Desmarais) : Bob Andrews
- Charlie Hofheimer (VQ : Tobie Pelletier) : Scott Andrews
- Dennis Burkley : Calvin le camionneur
- Haylie Johnson (es) : Nikki Trainor
- Charles Rocket (VQ : Yves Corbeil) : Russ Trainor
- Patti D'Arbanville (VQ : Sophie Faucher) : Shirley Trainor
- Jared Harris (VQ : Pierre Auger) : Lee
- Harry E. Northup : le policier à la prison de Reno
- Jennifer Echols : une employée de Ball Park
- Mel Gibson (VF : Guillaume Orsat) : Scotty, le perceur professionnel (caméo non crédité)
- Mary McCormack : Virginia
- Catherine Reitman : Victoria
- Jason Reitman : un enfant

*Source VF : RS Doublage
*Source VQ : Doublage Québec